# Adolfo Domínguez Monedero
Adolfo Jerónimo Domínguez Monedero es un historiador español doctorado en Historia Antigua (en el año 1987 por la Universidad Complutense de Madrid)y profesor en la Universidad Autónoma de Madrid (desde 1980). Desde el año 2009 es catedrático en la misma Universidad.Su investigación se ha centrado en el estudio de la Grecia arcaica, principalmente en las colonizaciones griegas en el Mediterráneo occidental. Asimismo, se ha dedicado al estudio de los problemas de la geografía antigua y al conocimiento de las poblaciones prerromanas de la península ibérica.
Ha participado y liderado diversos grupos de investigación en diferentes universidades tanto españolas como extranjeras, como: el Grupo de investigación HÉLADE. Grecia: sociedades, territorios y estructuras políticas en la Antigüedad, para la Universidad Autónoma de Madrid; Grupo de investigación Copenhagen Polis Centre, para la Universidad de Copenhague; o el Grupo Iberia Graeca, para el Museo Arqueológico Nacional de España.
Es académico correspondiente de la Real Academia de la Historia, por la provincia de Madrid.

## Obras
Entre sus publicaciones, podemos destacar, además de sus numerosos artículos en revistas especializadas y ponencias en congresos (como los realizados para la Fundación Juan March),los siguientes títulos:
- Colonización griega y mundo funerario indígena en el Mediterráneo Occidental (Madrid, 1987),
- La colonización griega en Sicilia.
- Griegos, indígenas y púnicos en la Sicilia Arcaica: integración y aculturación (Oxford, 1989)
- La polis y la expansión colonial griega (siglos VIII-VI), Madrid, Editorial Síntesis, 1991. ISBN 978-84-7738-108-9[7]
- Los griegos en la península ibérica, Madrid, Arco Libros, 1996. ISBN 978-84-7635-223-6
- Esparta y Atenas en el siglo V a. C., escrito en colaboración con José Pascual González. Madrid, Editorial Síntesis, 2007. ISBN 978-84-7738-672-8[7]
- Atlas histórico del mundo griego antiguo escrito en colaboración con José Pascual González. Madrid, Editorial Síntesis, 2006. ISBN 978-84-9756-249-2.[7]
- Protohistoria y antigüedad de la península ibérica, Vol. 1. Las fuentes y la Iberia colonial, escrito en colaboración con Joaquín Gómez Pantoja. Ediciones Sílex. ISBN 978-84-7737-181-6
- Protohistoria y antigüedad de la península ibérica. Las fuentes y la Iberia colonial, escrito en colaboración con variso autores. Ediciones Sílex. ISBN 978-84-7737-182-3
- Historia del mundo clásico a través de sus textos 1. Grecia. Alianza Editorial. ISBN 978-84-206-8682-0